# Liste der Stadtteile des Tokioter Bezirks Sumida
Diese Liste der Stadtteile des Tokioter Bezirks Sumida zählt alle Ortsteile auf dem Gebiet von Sumida, Präfektur Tokio im Nordosten von Tokio auf. Aufgeführt werden nur die klar abgegrenzten Gebiete, wie sie auch für Postadressen in Japan verwendet werden, nicht aber die zahlreichen ehemaligen Stadtteile oder Ortsnamen, die im Einzelfall immer noch als Ortsbezeichnungen verwendet werden.
Die meisten Stadtteile bestehen aus mehreren nummerierten Vierteln (丁目, chōme), die in der Regel mehrere Blocks umfassen. In einigen Tokioter Bezirken werden mehrere Stadtteile zu einem Gebiet zusammengefasst. In Sumida werden aus historischen Gründen zwei Gebiete unterschieden: Die beiden Gebiete Honjo und Mukōjima korrespondieren mit den beiden bis 1947 existierenden gleichnamigen Stadtbezirken der ehemaligen Stadt Tokio, durch deren Zusammenschluss der Bezirk Sumida entstand.
Die Liste ist gruppiert nach Gebieten und lateinisch alphabetisch sortiert. Die Nummern der chōme sind gegebenenfalls hinter dem Namen aufgeführt.
- Gebiet Honjo
  - Azumabashi 1–3
  - Chitose 1–3
  - Higashi-Komagata 1–4
  - Honjo 1–4
  - Ishiwara 1–4
  - Kamezawa 1–4
  - Kikukawa 1–3
  - Kinshi 1–4
  - Kōtōbashi 1–5
  - Midori 1–4
  - Mukōjima 1–5
  - Narihira 1–5
  - Oshiage 1–3 (teilweise im Gebiet Mukōjima)
  - Ryōgoku 1–4
  - Taihei 1–4
  - Tatekawa 1–4
  - Yokoami 1–2
  - Yokokawa 1–5
- Gebiet Mukōjima
  - Bunka 1–3
  - Higashi-Mukōjima 1–6
  - Higashi-Sumida 1–3
  - Kyōjima 1–3
  - Oshiage 1–3 (teilweise im Gebiet Honjo)
  - Sumida 1–5
  - Tachibana 1–6
  - Tsutsumidōri 1–2
  - Yahiro 1–6